# 小泉真希 (AV女優)
小泉 真希（こいずみ まき、1992年4月26日 - ）は、日本のAV女優。大阪府出身。VENES promotion所属。
身長:162cm スリーサイズ:B96cm・W62cm・H86cm。血液型:A型。
女優の小泉まき（1981年生まれ）と同姓同名であるが、全くの別人。

## 人物・活動
- 【趣味・特技】ショッピング、陸上(短距離)インターハイ出場、ジュニアオリンピック出場。

## 出演作品

### アダルトビデオ
2012年
- SUPER BODY DEBUT 小泉真希（2012年11月9日、ケイ・エム・プロデュース）
- 超美尻 小泉真希（2012年12月14日、ケイ・エム・プロデュース）

2013年
- ピタコス☆ 小泉真希（2013年1月11日、ケイ・エム・プロデュース）
- イヤらしい敏感なカラダ（2013年2月8日、ケイ・エム・プロデュース）
- スーツコス 小泉真希 中出し解禁編（2013年3月8日、ケイ・エム・プロデュース）
- 中出し10連発 潜入捜査官編 小泉真希（2013年4月12日、ケイ・エム・プロデュース）
- kira☆kira BLACK GAL 黒ギャル巨乳中出し騎乗位 いつでもどこでも馬乗りロデオFUCK 小泉真希（2013年4月19日、kira☆kira）
- 実話再現 白衣の堕天使 小泉真希（2013年5月13日、E-BODY）
- 卑猥なレオタードが似合う巨乳若妻を夫には言えないほど恥ずかしい股間を中心としたアングルで濃厚なフェラと催淫オイルを使った淫靡な3Pを膣内射精と共に楽しんだ。（2013年6月7日、NON）
- 制服種付けセレクション 8（2013年6月13日、HERO）
- チンポコ・マグニチュード ボッキ・チンポコ 男だって潮吹きアクメ 小泉真希（2013年6月19日、ドグマ）
- 責め続け中出し漬け（2013年6月21日、ワープエンタテインメント）
- 目隠しオナホール、おマンとオナホどっちか当てたら、メガネ巨乳に即挿入！ハズレだったら、即ペニバン！ ナニワの目隠しスナックペニバン痴女 真希ママやでぇ！（2013年6月21日、チェリーズ）
- 応募即撮りH系 7（2013年7月5日、NON）
- つい先日までフルバックしか履かなかった姉がTバックに…。見てしまった俺は、思わずフル勃起。姉にも見られて最悪だと思いきや、姉がヨダレを垂らしながら嬉しそうにチ○ポを弄んできた件（2013年7月19日、NON）
- 寝起き襲撃 スーパーアイドル12人 4時間（2013年4月12日、ケイ・エム・プロデュース）
- 禁断介護 （2013年6月20日、グローリークエスト）
- 潜入捜査官BEST ～美女捜査官たちを襲う戦慄の拷問スペシャル～（2013年7月12日、ケイ・エム・プロデュース）
- カラダが卑猥なオンナと性交 YEKD-009:（2013年7月19日、ドリームチケット）
- 露出変態M女 小泉真希（2013年8月1日、グローリークエスト）
- AV女優が撮影現場に来たらいきなりSEX 即ハメ 生中出し SS-020（2013年8月1日、グローリークエスト）
- 人妻借金返済ミッション 地獄の羞恥ギャンブル（2013年8月8日、ROCKET｜KMP）
- 俺の許可なく、絶対イクなッ！！！！！ 2 早漏オンナをナマ殺す焦らし地獄のイキガマン（2013年8月9日、ワープエンタテインメント）
- E-BODY激情交尾8時間（2013年8月13日、E-BODY）
- 緊縛調教志願（2013年8月22日、MAD）